# 5907 Rhigmus
5907 Rhigmus eller 1989 TU5 är en trojansk asteroid i Jupiters lagrangepunkt L5. Den upptäcktes 2 oktober 1989 av den amerikanska astronomen Schelte J. Bus vid Cerro Tololo. Den är uppkallad efter Rhigmus i den grekiska mytologin.
Asteroiden har en diameter på ungefär 31 kilometer.